# Curopedi
Curopedi (grec Curopedion o Curupedion o Kurupedion o Kuropedion, llatí Curupedium o Curopedium) fou una plana de Lídia, no lluny de Sardes, on el febrer del 281 aC Lisímac de Tràcia fou derrotat i mort per Seleuc I Nicàtor. Fou el darrer enfrontament entre dos diàdocs. Mort Lisímac, Seleuc es va apoderar dels seus dominis i semblava que reuniria l'herència d'Alexandre el Gran però fou assassinat per Ptolemeu Ceraune, fill de Ptolemeu I Sòter, que es va proclamar rei de Macedònia.